# Paragnetina hummelina
Paragnetina hummelina är en bäcksländeart som först beskrevs av Navás 1936.  Paragnetina hummelina ingår i släktet Paragnetina och familjen jättebäcksländor. Inga underarter finns listade i Catalogue of Life.